# 张筱雨
张筱雨（1986年8月9日—），中国大陆裸体模特。出生于黑龙江。毕业于北华大学。2007年张筱雨与摄影师范学辉合作在仿欧美人体摄影网站MET-Art的METCN相约中国杂志推出了全裸且大尺度的裸体写真，她随后成为了中国大陆的网络红人。

## 裸体写真（2007-2008）
2007年，张筱雨在大学四年级时开始与摄影师范学辉合作拍摄裸体摄影。2007-2008之间张筱雨与范学辉合作拍摄了16部写真集和12部视频。
由于张筱雨的写真的尺度大，故在社会上引起了争议和网络上的热议。有观点认为她的作品是艺术而且类似作品已被人民美术出版社出版过，但也有观点认为她的作品由于刻意暴露而应被归为色情作品。中国摄影协会姜商波认为张筱雨的裸体摄影属于私密摄影而非人体艺术，并称其在摄影技术方面“几乎没有可取之处”，甚至技术含量不如“成人画册的封面照片”。并建议禁止在网络上传播张筱雨的裸体照片来保护青少年。有实用主义的观点认为张筱雨的写真可以为青少年的性教育提供素材，缓解人群的性压抑问题。虽然最初张筱雨坚称自己的裸体写真是人体艺术而非色情，但后来被用于由张筱雨代言的男性性玩具的设计和宣传。
2009年12月6日，张筱雨在其博客上宣布不再拍摄人体艺术。

## 转型（2009-）
2009年同年张筱雨也开始进入成人用品行业做代言。同年张筱雨与神雕网络签约代言网游《大话轩辕》，但随后网游公司被文化部要求禁止“低俗”网游代言。张筱雨也曾作为嘉宾出席庆典活动。2013年张筱雨及其团队多次在深圳街头举条幅“喊话”企业家陳光標，批评者称张筱雨此举为“作秀炒作”。同年她亦代言一款声称采用了她本人倒模的男用飞机杯产品，并用她于2007年拍摄的裸体写真作为产品设计和宣传材料。

## 作品
| 发行日期   | 作品               | 载体                       |
| ---------- | ------------------ | -------------------------- |
| 2007-05-06 | Attractive         | 3000像素 62幅              |
| 2007-05-20 | 魅惑               | 3000像素 80幅              |
| 2007-07-04 | 纯                 | QuickTime电影 2.5分钟      |
| 2007-07-11 | 阳光               | 3000像素 100幅             |
| 2007-07-22 | 闺                 | 3000像素 50幅              |
| 2007-08-18 | 花样年华           | 1800像素 50幅              |
| 2007-08-20 | 天使               | QuickTime电影 2分钟        |
| 2007-09-25 | 巅                 | 3000像素 36幅              |
| 2007-10-01 | 阁                 | 2500像素 26幅              |
| 2007-11-03 | 风情119            | 2500像素 30幅              |
| 2007-11-10 | 清浴               | QuickTime电影 4分钟        |
| 2007-11-17 | 花浴               | 2000像素 20幅              |
| 2008-01-01 | Sand Grass         | 2500像素 46幅              |
| 2008-01-10 | 长白山             | WMV（640X340）视频 5分钟   |
| 2008-01-15 | 铁塔风情           | WMV（640X340）视频 5分钟   |
| 2008-01-18 | 水上阁楼           | WMV（640X340）视频 4分钟   |
| 2008-02-01 | 阿城金上京太祖陵游 | WMV（640X340）视频 7分钟   |
| 2008-02-07 | 北国之爱           | DIVX720高清视频 2分钟      |
| 2008-02-16 | 黄昏水边的美女     | 2500像素 27幅              |
| 2008-03-06 | 贞                 | 2500像素 27幅              |
| 2008-03-08 | 最后致意           | 2500像素 38幅              |
| 2008-03-25 | 特别回顾           | DIVX720高清视频 5分钟      |
| 2008-06-04 | 肖像一组           | 3000像素 20幅              |
| 2008-10-26 | 美丽人生 1         | 3000像素 79幅              |
| 2008-10-28 | 美丽人生 2         | WMV（640X340）视频 3.5分钟 |
| 2008-11-04 | 美丽人生 3         | WMV（640X340）视频 4.5分钟 |
| 2008-11-07 | 美丽人生 4         | 3000像素 90幅              |
| 2008-11-11 | 美丽人生 5         | WMV（640X340）视频 5.5分钟 |

## 参看
- 人体艺术
- 汤加丽
- 網路快速傳播現象